# 288 г. пр.н.е.
288 (двеста осемдесет и осма) година преди новата ера (пр.н.е.) е година от доюлианския (Помпилийски) римски календар.

## Събития

### В Гърция
- Царете Пир и Лизимах задружно нахлуват в Македония и си я разделят като побеждават нейния владетел Деметрий I Полиоркет.[1] Пир окупира Южна Македония и Тесалия, а Лизимах Северна Македония.

### Във Финикия
- Египетския цар Птолемей I отнема градовете Сидон и Тир от владението на македонския цар Деметрий.[1]

### В Сицилия
- Бивши наемни войници, по произход от Кампания и наричащи себе си мамертини (Синове на Марс), на тирана на Сиракуза Агатокъл се установяват в завзетия от тях град Месина, от където за напред често атакуват и плячкосват различни части на Сицилия.[2][notes 1]

### В Римската република
- Консули са Квинт Марций Тремул (за II път) и Публий Корнелий Арвина (за II път).

## Починали
Бележки:
1. ↑  Възможно е това да е станало и малко по-рано през 289 г. пр.н.е.